# Автомагистрала А5 (Гърция)
Йония Одос (на гръцки: Ιονία Οδός – Йония Одос), код: А5, или Йонийска магистрала, е част от Европейски път Е55 в Гърция. Автомагистралата в частта ѝ от Янина до Антирио е изградена и свързва Континентална Гърция с Пелопонес посредством моста Рио-Антирио. По този начин се дава тласък на развитието на един от най-бедните райони в Европа – Епир, както и на Етолоакарнания. 
Посредством Егнатия Одос пътуващите да имат алтернативен магистрален път на автомагистрала А1 (Гърция) за достигане до Пелопонес и Йонийските острови.
Йония Одос, подобно на Егнатия Одос, е изградена изцяло със средства от Европейския съюз, като се стопанисва и управлява от гръцка държавна компания. Тя е част от т.нар. адриатическо-йонийска автомагистрала, която обаче не е приоритетен проект за Албания, Черна гора и Хърватия, които предвиждат първо изграждането на автомагистрали към София, Белград и Сараево – съответно.
По проект на юг, Йония Одос, посредством моста Рио-Антирио, се предвижда през Патра да достигне до Каламата, а на север до албанската граница при Какавия.